# أبو الحسن الصائغ الدينوري
أبو الحسن الصائغ الدينوري، واسمه «علي بن محمد بن سهل»، أحد علماء أهل السنة والجماعة ومن أعلام التصوف السني في القرن الرابع الهجري، قال عنه أبو عبد الرحمن السلمي[ ؟ ] بأنه: «من كبار المشايخ»، وقال عنه أبو نعيم الأصبهاني بأنه: «كان في المعاملة مخلصاً وعن النظر إلى سوى الحق معرضاً»، وقال عنه أبو عثمان المغربي: «ما رأيت من المشايخ أنور من أبي يعقوب النهرجوري، ولا أكثر هيبة من أبي الحسن بن الصائغ». أسند الحديث النبوي، وأقام في مصر وتوفي فيها عام 330 هـ، وقيل أنه تُوفي ليلة الثلاثاء، لثلاث عشرة بقيت من شهر رجب سنة 331 هـ.
من عجائب ما رُوي عنه عن ممشاذ الدينوري، أنه قال: «خرجت ذات يوم إلى الصحراء، فبينا أنا مارّ إذا أنا بنسر قد فتح جناحيه، فتعجبت منه فاطّلعت، فإذا بأبي الحسن الدينوري الصائغ قائم يصلي والنسر يظلله».

## من أقواله
- حكم المريد أن يتخلى من الدنيا مرتين أولهما ترك نعيمها ونضرتها ومطاعمها ومشاربها وما فيها من غرورها وفضولها، والثاني إذا أقبل الناس عليه مبجلين له مكرمين لتركه للدنيا أن يزهد في الناس المقبلين عليه فيخالط أهل الدنيا وأبناءها، فإن إقبال الناس عليه وتبجيلهم له لتركه فضول الدنيا إذا سكن إليهم ولاحظهم ذنب عظيم وفتنة عاجلة.[2]
- المعرفة رؤية المنة في كل الأحوال والعجز عن أداء شكر المنعم من كل الوجوه والتبرؤ من الحول في كل شيء.[1]
- الأحوال كالبروق، فإذا ثبتت فهو حديث النفس وملازمة الطبع.[3]
- من أيقن أنه لغيره فماله أن يبخل بنفسه.[6]